# Sisymbrium praetermissum
Sisymbrium praetermissum är en korsblommig växtart som beskrevs av Mardal. Sisymbrium praetermissum ingår i släktet gatsenaper, och familjen korsblommiga växter. Inga underarter finns listade i Catalogue of Life.